# یواس‌اس پیسکاتاکوا (۱۸۶۶)
یواس‌اس پیسکاتاکوا (۱۸۶۶) (به انگلیسی: USS Piscataqua (1866)) یک کشتی بود که طول آن 312’ 6” بود. این کشتی در سال ۱۸۶۶ ساخته شد.